# Промышленный дизайн

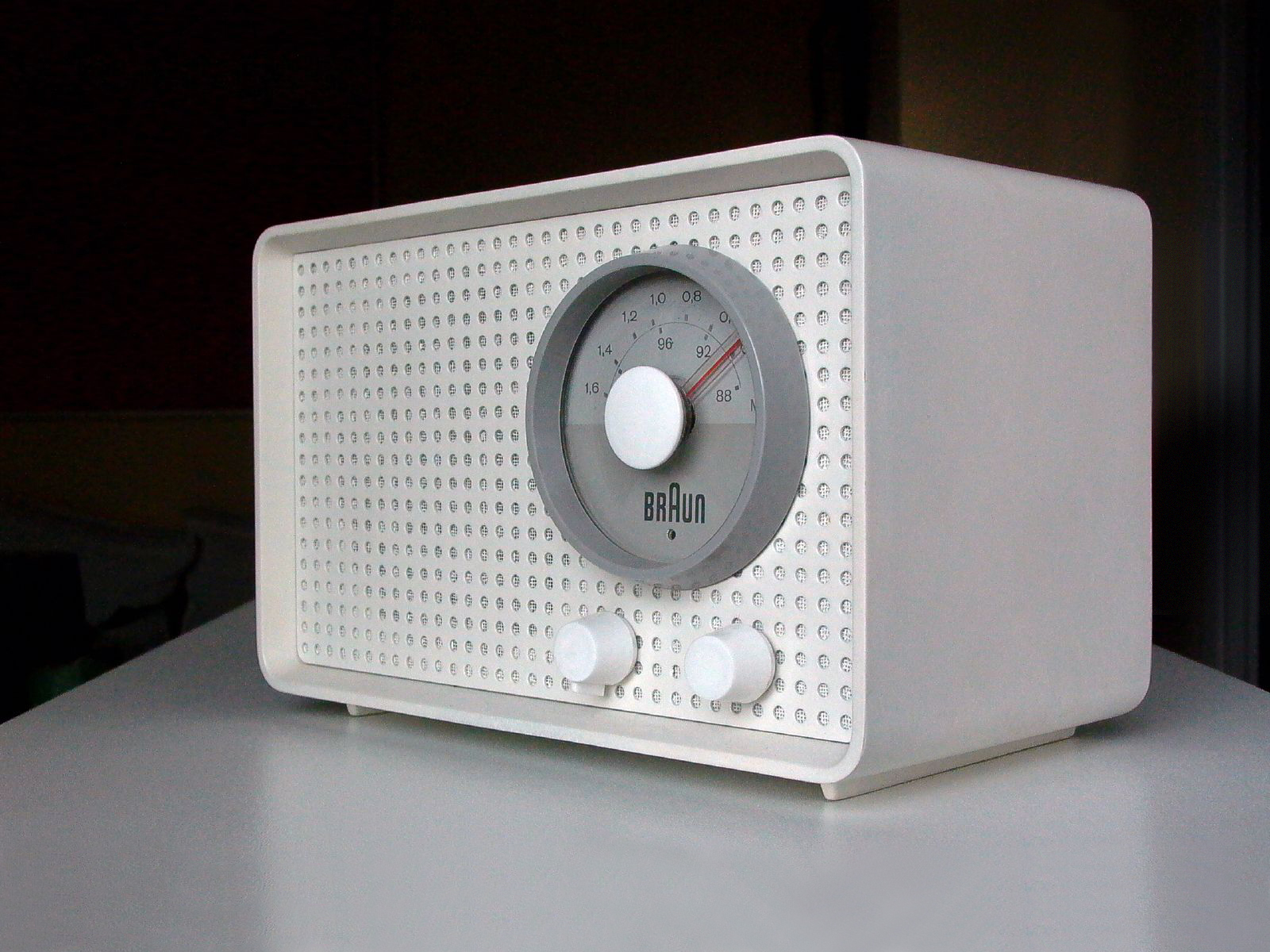
Радиоприёмник Braun SK2, дизайнеры Дитер Рамс и Фриц Айхлер

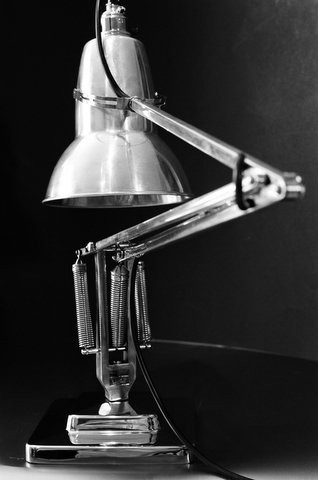
Настольная лампа Anglepoise 1227, дизайнер Джордж Карвардин

Промышленный дизайн (промдизайн, предметный дизайн, индустриальный дизайн) — вид дизайна, то же, что «дизайн».
Термин «промышленный дизайн» был утверждён решением первой генеральной ассамблеи ICSID (International Council of Societies of Industrial Design, Международного совета организаций промышленного дизайна) в 1959 году; термин «дизайн» является профессиональным сокращением термина «промышленный дизайн».
Промышленный дизайн как вид деятельности включает в себя элементы искусства, маркетинга и технологии.
Промышленный дизайн охватывает широчайший круг объектов, от домашней утвари до высокотехнологичных, наукоёмких изделий. 
В традиционном понимании к задачам промышленного дизайна относятся прототипирование бытовой техники, производственных установок и их интерфейсов, наземного, водного и воздушного транспорта (в том числе автомобилей, самолётов, поездов), разнообразного инвентаря. 
Особое место занимает дизайн мебели и элементов интерьера, посуды и столовых приборов, разработка форм и концептов которых имеет глубокие исторические предпосылки.

## История
Первые промышленные дизайнеры появились ещё в XVIII веке в Англии, что связано, прежде всего, с деятельностью Джозайи Веджвуда и развитием промышленного производства набивных тканей.
Одним из первых теоретиков дизайна был Уильям Моррис, который говорил о необходимости соответствия материала и эстетического образа предмета его назначению, о тесных взаимосвязях категорий полезного и прекрасного. 
В 1901 году молодой архитектор Фрэнк Ллойд Райт произнес речь «Искусство и ремесло машины», в которой призвал художников изучать свойства материалов и современные технологии производства. 
В 1907 году в Германии был основан Немецкий Веркбунд, объединивший промышленников и художников для создания идеальных образцов для промышленного производства. В него входили Ле Корбюзье, Мутезиус, Ван де Вельде.

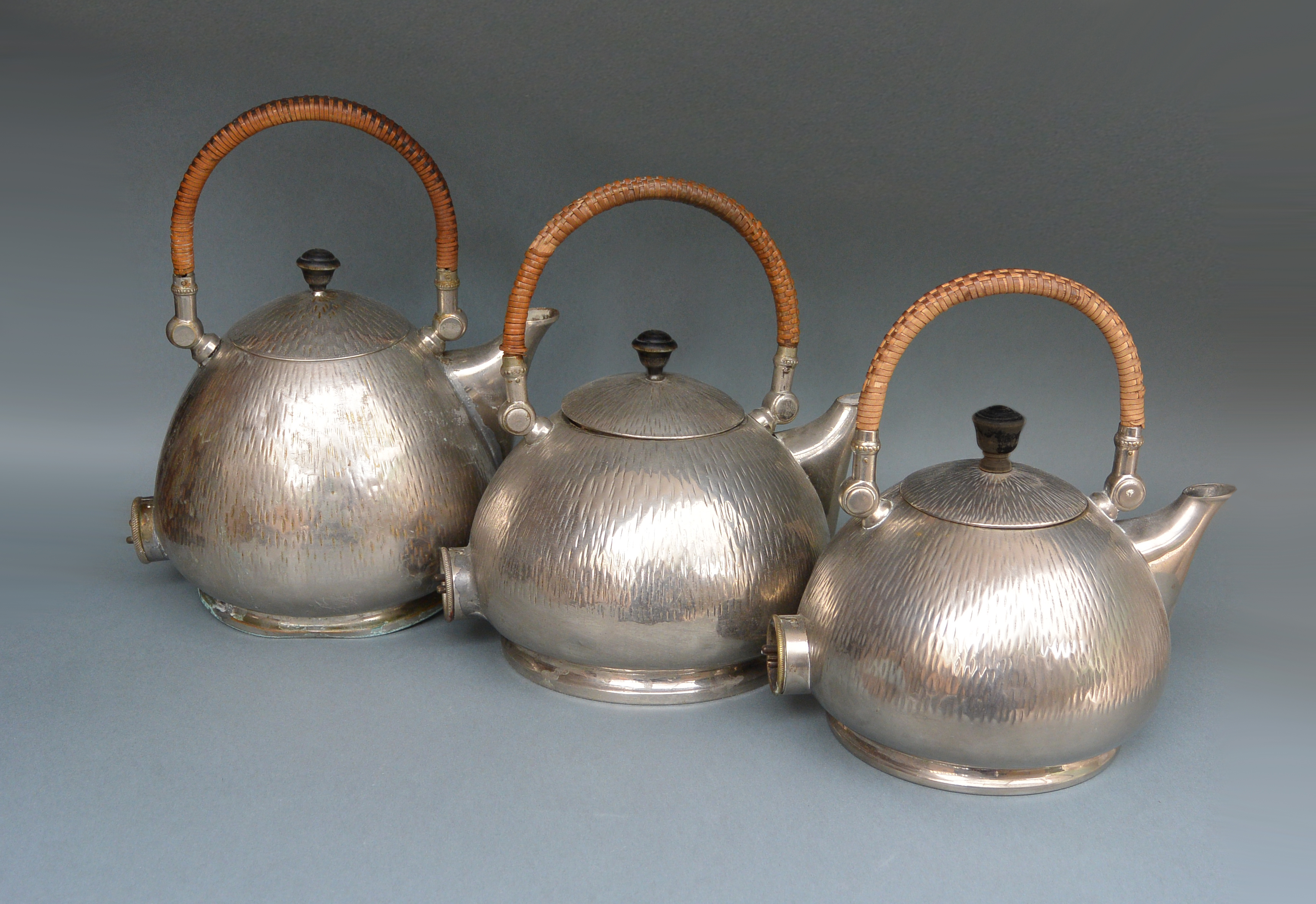
Три версии электрических чайников AEG, дизайнер Петер Беренс

В 1907 году предприниматель Вальтер Ратенау обратился к художнику и архитектору Петеру Беренсу с предложением стать главным художественным консультантом концерна AEG (Всеобщей компании электричества). Беренса считают первым в истории промышленным дизайнером.
Определение «индустриальный дизайн» появилось в 1919 году, благодаря архитектору из Германии Вальтеру Гропиусу, основавшему революционную школу индустриального дизайна «Баухаус» в Веймаре (Германия).
В 1920 году в РСФСР был основан ВХУТЕМАС (Высшие художественно-технические мастерские). 
После второй мировой войны индустриальный дизайн получил серьёзное развитие в Скандинавии и Нидерландах.
Примерно в это же время интерес к направлению высказали прагматичные американцы — с целью увеличения продаж; в 1960-е годы направление стало настолько популярно в США, что была организована Коллегия Индустриального дизайна.
В 1969 году член этой коллегии Томас Малдонадо дал весьма ёмкое определение индустриальному дизайну: «Индустриальный дизайн — это творческая активность, имеющая цель улучшать внешние достоинства объектов, производимых в промышленности».

## Защита
Интеллектуальная собственность на объекты, разработанные в рамках промышленного дизайна, может быть защищена патентом на изобретение, полезную модель или промышленный образец.